# Antoine Cartier
Pour les articles homonymes, voir Cartier.
Antoine Cartier est un organiste et compositeur parisien actif au milieu du XVIe siècle.

## Biographie
La dédicace d'Antoine Cartier à son élève Loyse Larcher, en 1557, indique qu’il a dû fréquenter le milieu poétique de la Pléiade. En 1562, il épouse Marie Tanneguy, qui lui lègue ses biens en 1580. Il est organiste à l’église Saint-Séverin de Paris entre 1570 et 1588.

## Œuvres

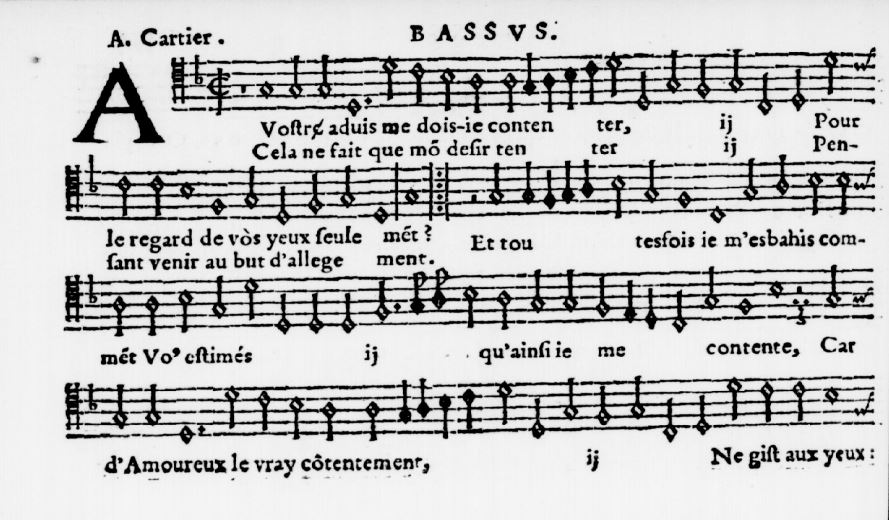
La chanson A votre advis me dois-je contenter d'Antoine Cartier, dans le Premier livre de chansons nouvelles (Paris, Nicolas Du Chemin, 1557). RISM 15579.

- Vingt et une chansons nouvellement composées à trois parties par M. Antoine Cartier, imprimées en trois volumes. - Paris : Adrian Le Roy et Robert Ballard, 1557. 3 vol. 4° oblong. RISM C 1372, Lesure 1955 no 34. On n’en connaît plus que la partie de concordant (London BL : 8.i.4(15)).

Contient 21 chansons, avec une dédicace à son élève Loyse Larcher, transcrite dans Lesure 1955, p. 29. Il y souligne que ses chansons à trois voix ont été écrites pour ceux qui n’ont pas la commodité de réunir quatre voix. Il met en musique un texte de Pontus de Tyard (Second livre des erreurs amoureuses, 1550), un autre de Gilles Corrozet (Blasons domestiques,1539). Dobbins signale que certaines de ses chansons à 3 voix semblent être des chansons à 4 voix retravaillées de Jacques Arcadelt, Pierre Certon ou Thomas Créquillon.
- Onze chansons à quatre voix sont réparties dans des recueils parus chez Nicolas Du Chemin entre 1554 et 1557[3], à l’exception d’une dernière chanson spirituelle parue en 1578 chez Pierre Haultin à La Rochelle (RISM 15784).